# Гроза, Лоредана
Лоредана Гроза (10 июня 1970, Онешти, жудец Бакэу, Румыния) — румынская поп-певица, модель, актриса.

## Биография

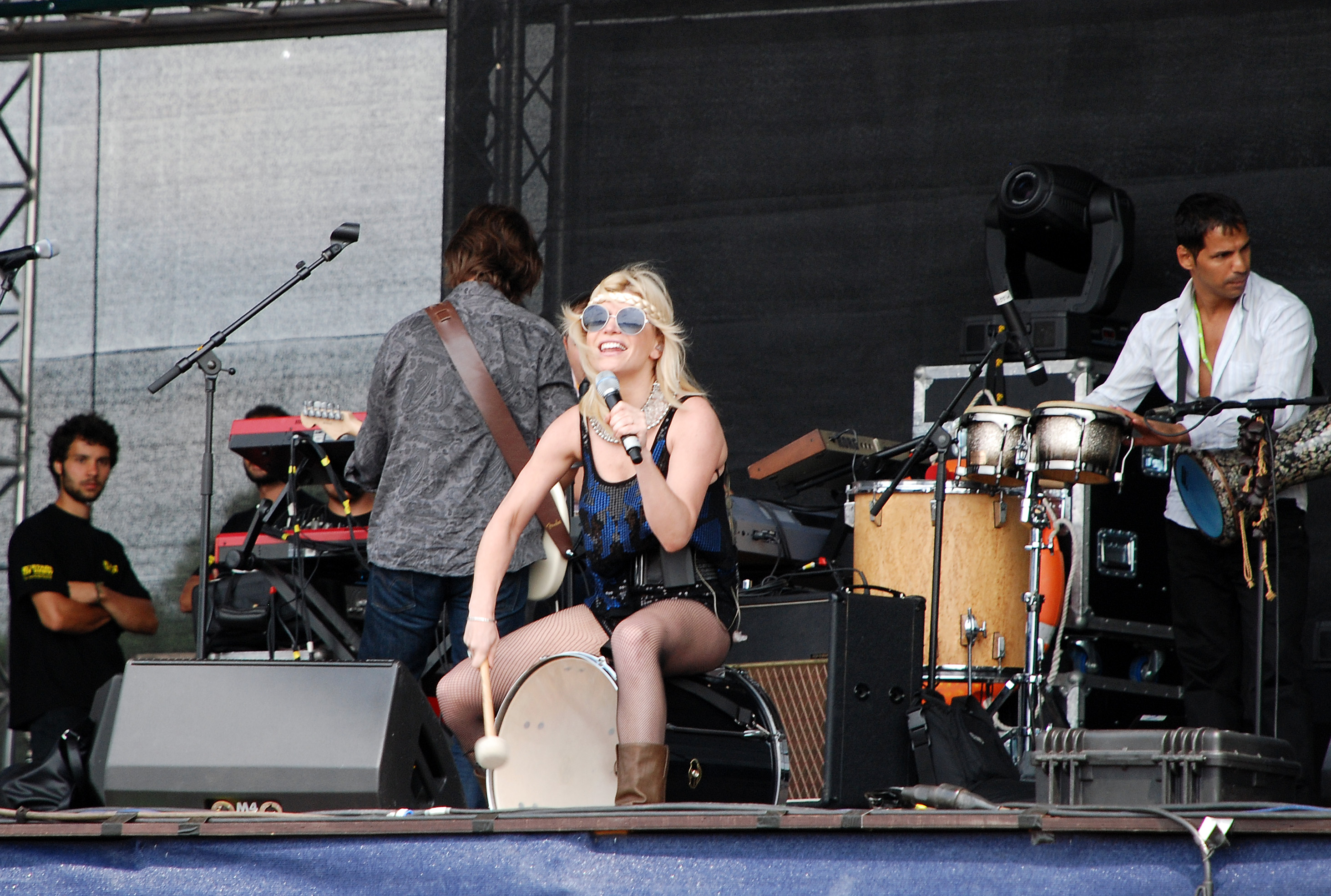
Выступление Лореданы Гроза в Линце на Europa Hafenfest в июле 2009 года

Петь начала в возрасте трёх лет, и продолжала в течение всей учёбы в школе. В 14-летнем возрасте талант Лореданы был замечен, и её пригласили в Бухарест на конкурс Шоу талантов «Звезда без имени». Хотя она в то время ещё не подходила под условия конкурса — ей было на тот момент меньше 17 лет, в 1986 году она вновь приняла участие в шоу талантов и выиграла большой приз. В том же году, участвовала в Национальном музыкальном фестивале в Мамая, где вновь победила и стала самым молодым победителем фестиваля.
С 1987 года сотрудничала с композитором Адрианом Энеску, в том же году вышел её дебютный альбом «Bună seara iubito» (Добрый вечер, любимая), разошедшийся в количестве 1 500 000 экземпляров, а титульная песня альбома до сегодняшнего дня остаётся одним из хитов Л. Гроза.

## Избранная дискография
- 1988 — Bună seara iubito (Добрый вечер, любимая)
- 1989 — Un buchet de trandafiri (Букет роз)
- 1994 — Atitudine (Отношения)
- 1995 — Nascută toamna (Рождённая осенью)
- 1996 — Tomilio
- 1998 — Lumea e a mea (Мир мой)
- 1999 — Aromaroma
- 2000 — Diva înamorată (Влюбленная дива)
- 2001 — Agurida
- 2002 — Zaraza (Зараза)
- 2003 — Fata cu șosete de diamant (Девушка в алмазных носках)
- 2004 — Zig Zagga Extravaganza (Экстравагантность)
- 2006 — Jamparalele
- 2007 — My Love (Моя любовь)
- 2007 — Made in Romanie (Сделано в Румынии)
- 2008 — Tzuki Tzuki EP
- 2009 — SunDance
- 2010 — IubiLand
- 2012 — Apa
- 2016 — Loredana Y Su Nuevo Latir
- 2017 — Ador

## Коллекции ремиксов
2010 — Rain Rain Remixed (Rain Rain Single выпущен 1 июля 2010 года)

## Саундтреки
- 2002 — Lori
- 2007 — Inimă de țigan
- 2008 — Supraviețuitorul
- 2008 — Regina
- 2009 — Aniela

С 1993 года снялась в 19 кинофильмах.

## Избранная фильмография
- 1996 — Асфальтовое танго / Asfalt tango
- 2003 — Ураган — эпизод (нет в титрах)
- 2004 — Модильяни
- 2004 — Защитник — эпизод (нет в титрах)
- 2004 — Дом страха
- 2008 — Оставшийся в живых — Лорри
- 2008 — Огонь и Лёд: Хроники Драконов — Лила
- 2011 — Игры киллеров — эпизод
- 2023 — "21 рубин" — певица

С самого начала выхода программы Vocea României Л. Гроза является членом жюри (румынская версия программы The Voice).
Является лицом косметической компании Avon Products в Румынии.
Муж — Андрей Бонча, продюсер, генеральным директор MediaPro Pictures, одной из ведущих кино- и телевизионных студий в Восточной Европе. В семье растёт дочка.